# Nakhman de Breslev
Nakhman de Breslev   (Medjíbij, 4 d'abril de 1772 - Uman, 16 d'octubre de 1810) va ser un gran tzadik, un continuador, i un pilar del moviment hassídic, Nakhman fou besnet del rabí Israel Ben Eliezer, també conegut com a Baal Xem Tov, el fundador del moviment de l'hassidisme, que va néixer a Medjíbij, Ucraïna. Celebra la Hilula (aniversari) el 18 de Tixrí, el dia 4 de Sukkot, data que va coincidir en el calendari solar amb el 16 d'octubre de 1810.

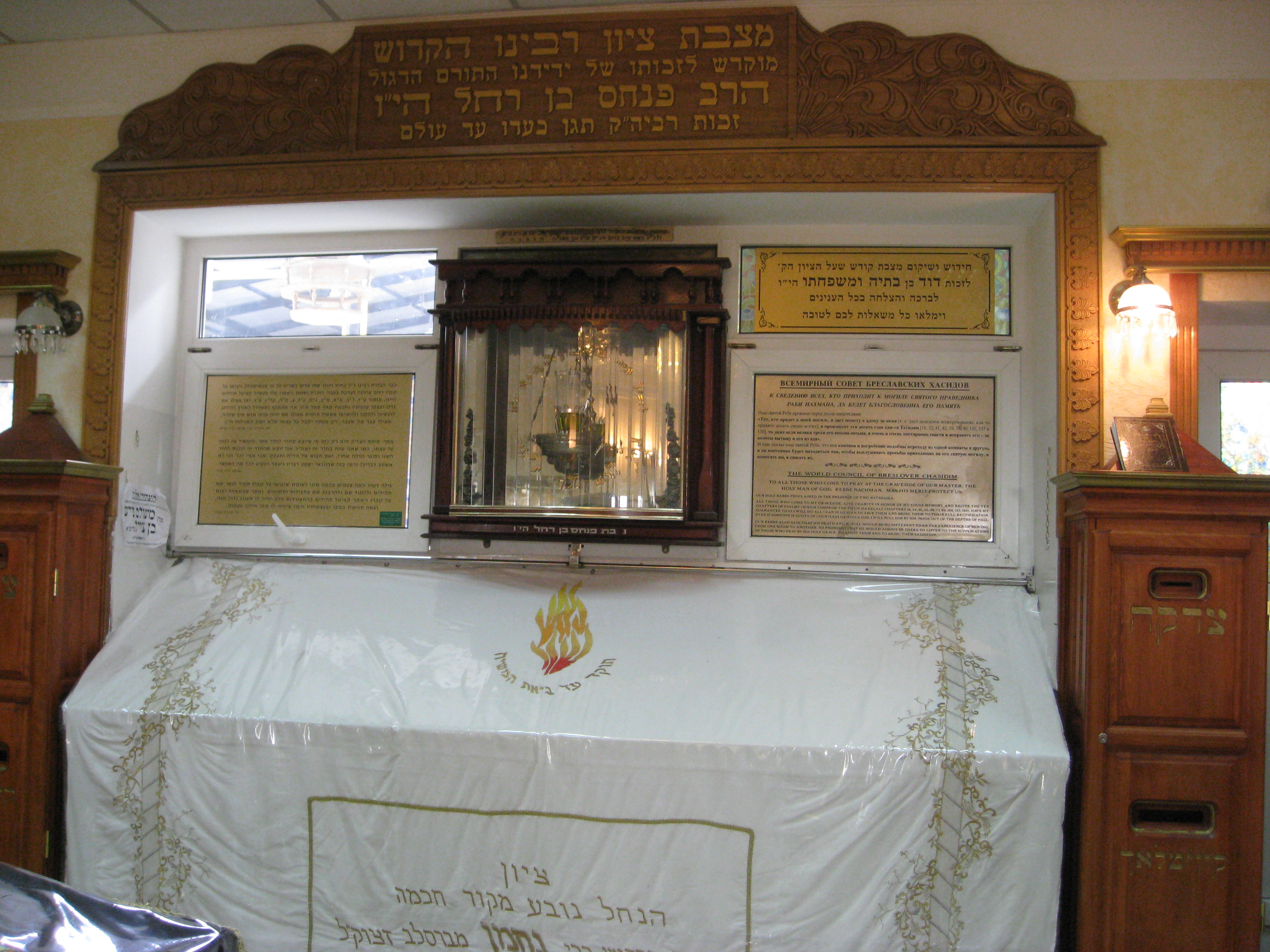
Tomba del Rabí Nakhman de Breslev

L'aportació principal del rabí Nakhman a l'hassidisme és la combinació de la Càbala amb l'estudi profund de la Torà, l'alegria i l'oració formen part dels seus ensenyaments.
Rabí Nakhman va aportar tot un nou sistema de pensament jueu, va facilitar, i simplificar el llenguatge del sistema judaic, i amb el seu coneixement el va fer accessible a més persones. Rabí Nakhman va tenir centenars de seguidors en la seva vida, i el seu moviment continua fins avui en dia amb desenes de milers de membres.
Els hasidim de Breslev tenen el costum de viatjar cada any durant la festivitat de Roix ha-Xanà, a la ciutat ucraïnesa d'Uman, per pregar a prop de la tomba del seu mestre, el rabí Nakhman de Breslev.

## Biografia
De petit, el Rebe Nakhman va tenir el privilegi de veure a molts dels grans Tzadikim (hebreu, "Justos") que havien estat deixebles del Baal Xem Tov. Això, juntament amb el seu noble llinatge, el va preparar per a la seva missió a la vida: apropar al poble jueu a Déu i preparar el món per a l'arribada del Messies.
Després de les seves noces (1785), el Rebe Najkhan va viure amb els seus sogres a Osatin. Quan el seu sogre, que era vidu, va tornar a casar-se, Najman de Breslev es va mudar a Medvedevka (aproximadament el 1791), on va començar atreure seguidors.
Mentre va estar a Medvedevka, el Rebe Nakhman va fer un viatge a la Terra Santa (1798). La seva estada allà el va portar a noves altures en les seves conviccions religioses, al punt en què més tard va voler que només es registressin en la seva obra cimera, el Likutey Moharan, aquelles lliçons que va ensenyar després del seu pelegrinatge. Després de la seva tornada (a l'estiu del 1799), el Rebe Najman va continuar vivint a Medvedevka poc més d'un any.
De Medvedevka, el Rebe Nakhman es va mudar a Zlatipolia, on va viure dos anys, malgrat la tremenda oposició per part del Shpola Zeide i dels seus seguidors dels pobles veïns. Des d'allà, es va mudar a Brastlav (en la tardor de 1802), on va contreure tuberculosi, malaltia que finalment li va causar la mort. Va ser també a Bratslav, que el Rabí Nathan de Breslev, el seu deixeble més famós, es va trobar per primera vegada amb ell. Immediatament després de la festivitat de Sukkot de l'any 1808, el Rebe Nakhman va viatjar a Lviv, aparentment per rebre tractament mèdic per al seu mal. De fet, el Rebe Nakhman els va explicar als seus acòlits, que un dels motius d'aquest viatge era combatre l'ateisme, deixar-se sotmetre al tractament mèdic, era merament una eina per aconseguir-ho. A la seva tornada, va incrementar el seu discurs sobre la importància d'enfortir la fè, donant a entendre que les seves lliçons després de Lviv, tenien la intenció de ser el seu llegat ètic.
Nakhman es va referir sovint a la importància de la seva obra principal, el Likutey Moharán. Va dir que al que l'estudiés amb honestedat, se li afluixaríen les fibres del cor, i arribaria a ser capaç d'acostar-se a Déu. Va comentar fins i tot que, si cal, un hauria de vendre fins i tot el seu coixí per poder comprar el llibre. I el més important, va afirmar que les seves lliçons eren "el començament de la Redempció", i que la gent hauria d'estudiar els seus ensenyaments prou bé com per estar absolutament versats en cadascuna de les lliçons.
En la primavera de 1810, el Rebe Nakhman va deixar Brastlav per última vegada per anar a Uman, la ciutat ucraïnesa que va triar com el lloc per al seu descans final. Els seus principals esforços durant el seu últim mig any de vida, van estar centrats en donar ànims als seus seguidors perquè es mantinguessin ferms en els seus ensenyaments, fent que els jueus allunyats de la Torà tornessin a la fe, i elevant les ànimes d'aquells que ja havien partit d'aquest món. El Rabí Nakhman de Breslev va morir un dimarts a la tarda, el segon dia de Kol Hamoed Sukkot, el 18 de Tixrí del 5571 segons el calendari hebreu, el 16 d'octubre de 1810 segons el Calendari gregorià, i va ser enterrat a l'antic cementiri d'Uman enmig de 20.000 màrtirs jueus que havien estat massacrats pels cosacs Jaidamaks uns 40 anys abans.

## Treballs Publicats
- Likutey Moharán.
- Séfer Hamidot (Llibre dels Atributs).
- Tikún Haklalí.
- Sipurei Ma'asiyot (Els contes de Rabí Nakhman)
- Contes cabalístics, edició i traducció de Joan Ferrer i Jordi Sidera (Fragmenta, 2017) ISBN 978-84-92416-59-4 Error en ISBN: suma de verificació no vàlida
- Quatre Lliçons del Rabí Nakhman de Breslev.
- La Cadira Buida.